# Zystoskopie
Die Zystoskopie (Blasenspiegelung) oder Cystoskopie, kurz für Urethrozystoskopie (Harnröhren- und Blasenspiegelung), ist eine urologische Untersuchung der Harnblase, bei der mit einem speziellen Endoskop, dem Zystoskop (Blasenspiegel), die Harnblase untersucht wird. Beim Mann wird immer die Harnröhre mituntersucht.

## Geschichte
Das erste Gerät zur Untersuchung der Harnblase mittels eines „Lichtleiters“ stellte 1807 der Arzt Philipp Bozzini vor. Das erste moderne Urethrozystoskop wurde am 9. Mai 1879 von dem Dresdner Arzt Maximilian Nitze, der hierzu 1877 eine Optik mit Lichtquelle im Organinneren entwickelt hatte, in Wien der Öffentlichkeit vorgestellt. Dieser Tag gilt als Geburtsstunde der modernen urologischen Endoskopie. Am 2. Dezember 1877 erhielt er für sein „Kystoskop“ das Reichspatent. Pioniere auf dem Gebiet der Zystoskopie waren dann Friedrich Voelcker mit Eugen Joseph in Heidelberg, die bis 1906 die Chromozystoskopie in die Nierendiagnostik eingeführt hatten, Leopold Casper (1859–1959) in Berlin, Joaquín Albarrán (Paris), Edwin-Hurry Fenwick (1856–1944) in London und Walter Stoeckel (Erlangen und Berlin).

## Indikationen
- bei Blutbeimengung im Urin (Mikrohämaturie oder Makrohämaturie)
- bei Verdacht auf einen Blasentumor
- im Rahmen der Tumornachsorge nach Blasentumoren
- bei Verdacht auf Fremdkörper in der Harnblase oder Harnröhre
- im Rahmen der Abklärung bei häufigen Blasenentzündungen
- bei Blasenentleerungsstörungen, wenn der Verdacht auf ein Abflusshindernis besteht
- bei Harninkontinenz zur Beurteilung des Schließmuskels
- bei Verdacht auf eine Fistelbildung zwischen Harnblase und Darm oder Vagina
- bei Verdacht auf eine Harnröhrenenge

## Kontraindikationen
Bei Vorliegen einer Infektion der Harnröhre, Harnblase, Prostata und Nebenhoden sollte eine Urethrozystoskopie nicht erfolgen. Es besteht hier die Gefahr der Keimverschleppung und damit der akuten Verschlimmerung bzw. Ausbreitung der Infektion. Ist dennoch eine Spiegelung zur Diagnostik erforderlich, muss eine ausreichende Antibiotikagabe vorausgehen.

## Untersuchungstechnik
Für die Zystoskopie stehen flexible oder starre Zystoskope zur Verfügung. Die Untersuchung findet im Liegen statt. Eine Narkose ist bei Erwachsenen in aller Regel nicht notwendig. Bei Kindern wird die Zystoskopie in Narkose durchgeführt. Die Untersuchung wird unter Beachtung der Sterilität durchgeführt. Vor der Einführung des Zystoskops wird eine Mischung aus einem Gleit- und Betäubungsmittel appliziert. Die Untersuchung wird zumeist als so genannte Video-Urethrozystoskopie durchgeführt. Hierbei wird das Bild über eine auf die Optik aufgesetzte Kamera auf einen Bildschirm übertragen. Patienten können über einen zweiten Bildschirm die Untersuchung mit verfolgen. Mittels eines Videorekorders kann die Untersuchung aufgezeichnet werden. Bei beiden Methoden wird die Harnblase mit steriler Flüssigkeit über das Instrument gefüllt und gespült.

### Starre Urethrozystoskopie
Die starre Urethrozystoskopie wird in der so genannten Steinschnittlage durchgeführt. Der Patient liegt hierbei auf dem Rücken und die Beine sind angewinkelt und nach außen gespreizt. Beim Mann wird das Gerät unter Sicht über die Harnröhre bis in die Blase vorgeschoben. Bis zur Harnblase wird hierfür eine Optik verwendet, die streng geradeaus blickt (0° oder 5° Winkel). In der Blase wird dann eine Optik mit einem Winkel von 30°, 70° oder 120° verwendet. Bei der Untersuchung wird zuerst die Harnröhre bis zum äußeren Schließmuskel beurteilt. Anschließend erfolgt die Beurteilung der prostatischen Harnröhre. Nach Wechsel der Optik wird nun die gesamte Harnblase systematisch untersucht. Bei der Frau erfolgt das Einführen des Gerätes in aller Regel blind, das heißt, die Optik wird erst nach Erreichen der Harnblase eingesetzt.

### Flexible Urethrozystoskopie

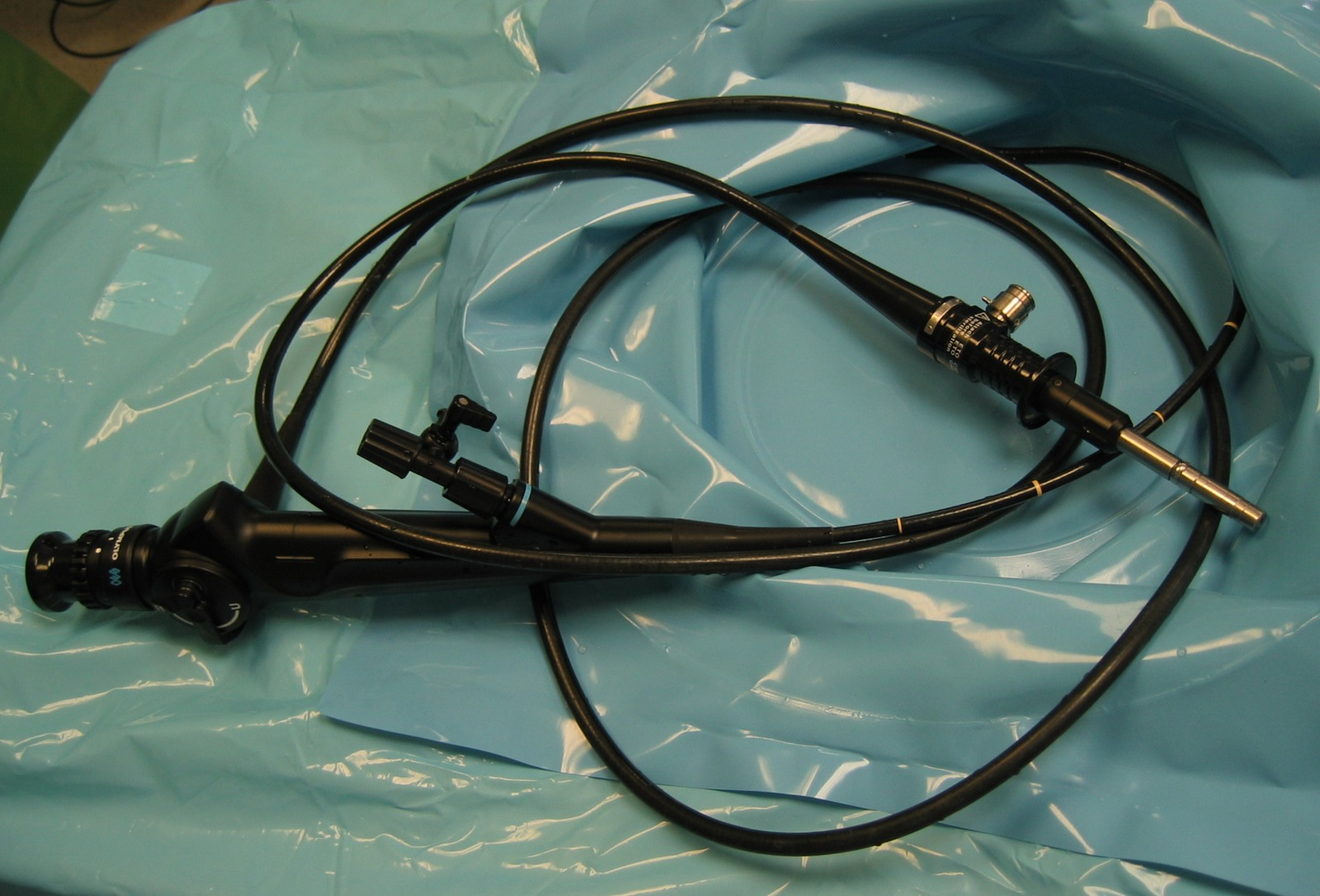
Flexibles Zystoskop

Im Unterschied zur starren Urethrozystoskopie kann der Patient bei der flexiblen Urethrozystoskopie auch flach auf dem Rücken liegen. Die Beurteilung erfolgt analog zur starren Vorgehensweise.

### Vor- und Nachteile beider Untersuchungstechniken
Die starre Technik bietet durch größere Arbeitskänale bessere Spül- und Manipulationsmöglichkeiten. Die Leistungsfähigkeit der verwendeten Optiken und die Lichtausbeute sind besser. Im Vergleich zur flexiblen Technik wird sie jedoch häufiger als unangenehm bis schmerzhaft empfunden. Das flexible Verfahren hat neben der geringeren Beeinträchtigung den Vorteil, dass es auch angewendet werden kann, wenn eine Steinschnittlagerung nicht möglich ist. Durch die flexible Spitze ist ein Wechsel der Optiken nicht nötig.

## Komplikationen
Mögliche Komplikationen einer Urethrozystoskopie sind neben der Keimverschleppung vor allem direkte, durch das Instrument verursachte, Verletzungen der Harnröhre und Blase, die auch vorübergehend zum Auftreten von Blut im Harn führen können. Auch das temporäre Auftreten einer Harninkontinenz wird beschrieben. Neben der Durchbohrung (Perforation) können kleine Verletzungen der Schleimhaut entstehen, die in der Harnröhre zu Harnröhrenengen führen können. Nicht selten führt eine Zystoskopie beim Mann zu einer chronischen nichtbakteriellen Prostatitis.